# 16000 Neilgehrels
16000 Neilgehrels eller 1999 AW16 är en asteroid i huvudbältet som upptäcktes den 10 januari 1999 av Spacewatch vid Kitt Peak-observatoriet. Den är uppkallad efter den amerikanske astrofysikern Neil Gehrels.
Asteroiden har en diameter på ungefär 2 kilometer och den tillhör asteroidgruppen Nysa.